# 2036
Évszázadok: 20. század – 21. század – 22. század
Évtizedek: 1980-as évek – 1990-es évek – 2000-es évek – 2010-es évek – 2020-as évek – 2030-as évek – 2040-es évek – 2050-es évek – 2060-as évek – 2070-es évek – 2080-as évek
Évek: 2031 – 2032 – 2033 – 2034 –  2035 – 2036 – 2037 – 2038 – 2039 – 2040 – 2041

## Várható események

### Határozott dátumú események
- február 11. – Teljes holdfogyatkozás Afrika, Európa és Nyugat-Ázsia felett.
- február 27. – Részleges napfogyatkozás.
- április 13. – A 99942 Apophis kisbolygó megközelíti a Földet, legközelebbi elhaladása 46,209 millió kilométerre lesz.
- július 23. – Részleges napfogyatkozás.
- augusztus 7. – Teljes holdfogyatkozás Dél-Amerika felett.
- augusztus 21. – Részleges napfogyatkozás Észak-Amerika és Európa egy része felett.

### Határozatlan dátumú események
- július–augusztus – Megrendezésre kerülnek a 2036. évi nyári olimpiai játékok.

- augusztus – A 2003-ban küldött Kozmikus Hívás 2 eléri célját, a Gliese 49-et. (Az első üzenet az elküldött kilencből, ami célba ér.)